# ももクロ団
『ももクロ団』（ももクロだん）は、2012年1月16日から2012年12月27日まで、TBSテレビにて月曜日から水曜日の深夜に放送されていたももいろクローバーZの出演するバラエティ番組。『カイモノラボ』という番組内の1コーナーの扱いであり、開始時刻は日によって異なった。
2012年9月24日からは『ももクロ団×BOT』とタイトルを変え、有安杏果と高城れにによるユニット「事務所に推され隊」の冠番組にリニューアルした。

## 概要
アイドルとして活躍するももいろクローバーZが、地球侵略をもくろむ地下組織「ももクロ団」として、全世界を“ももクロ色”に染めるべく、人知れず秘密基地に集まり、様々な作戦を実行するという趣旨の元、様々な企画をこなしていた。
衣替えされた『ももクロ団×BOT』のBOTは、ボ(B)スにも・推(O)され・隊(T)の略であり、ももクロ内のユニット『事務所に推され隊』の2人がレギュラー出演し、残る3人はゲストとして不定期に出演する形となった。
地上波で放送したものを再構成して、CSのTBSチャンネルでも30分版としてシリーズ化された。

## 出演者

### ももクロ団
レギュラー 
- ももいろクローバーZ
  - 百田夏菜子
  - 玉井詩織
  - 佐々木彩夏
  - 有安杏果
  - 高城れに

### ももクロ団×BOT（ボスにも推され隊）
レギュラー 
- 事務所に推され隊
  - 有安杏果
  - 高城れに

 ゲスト 
- - 百田夏菜子
  - 玉井詩織
  - 佐々木彩夏

## 主要スタッフ
- エグゼクティブプロデューサー: 安倍純子
- プロデューサー: 長田直樹
- AP: 田中慎二
- 構成: 清隼一郎・早野円
- 演出: 東小野誠
- 制作著作：TBSテレビ

## 関連商品
Blu-ray
- ももクロ団 全力凝縮ディレクターズカット版Vol.1[1]（2012年9月14日、TBS）
- ももクロ団 全力凝縮ディレクターズカット版Vol.2（2012年10月12日、TBS)
- ももクロ団 全力凝縮ディレクターズカット版Vol.3・Vol.4（2012年11月9日、TBS）
- ももクロ団 全力凝縮ディレクターズカット版Vol.5（2012年12月14日、TBS）
- ももクロ団×BOT Blu-ray（2013年4月12日、TBS）

DVD
- ももクロ団 全力凝縮ディレクターズカット版Vol.1[1]（2013年4月12日、TBS）
- ももクロ団 全力凝縮ディレクターズカット版Vol.2（2013年4月12日、TBS)
- ももクロ団 全力凝縮ディレクターズカット版Vol.3（2013年4月12日、TBS）
- ももクロ団 全力凝縮ディレクターズカット版Vol.4（2013年4月12日、TBS）
- ももクロ団 全力凝縮ディレクターズカット版Vol.5（2013年4月12日、TBS）
- ももクロ団×BOT（2013年4月12日、TBS）